# Самородковловлювач
Самородковловлювач (рос. самородкоуловитель, англ. nugget catcher,  nugget trap,  nugget collector; нім. Nuggetabscheider, Abscheidungsvorrichtung für Goldklumpen) – пристосування для вловлювання великих частинок корисної копалини (самородків) при збагаченні пісків розсипних родов. золота, платини, олова. С. може бути передбачений у технол. схемі промивної установки або бути доповненням до неї. Розрізнюють механічні і електричні С. Найпоширенішим типом механічних С. є ко-роткий шлюз глибокого наповнення (т. зв. головний шлюз), що встановлюється в голові технологічного процесу. Найчастіше С. використовують при збагаченні (промивці) пісків оловоносних розсипів для вловлювання великих зерен каситериту. Іноді як С. застосовують відсаджувальні машини.